# 巴圖畢力格
巴圖畢力格（1914年7月12日—1973年10月14日），字信誠，乳名三老虎，烏蘭察布盟烏喇特中公旗准蘇木（今属內蒙古自治区巴彦淖尔市）人。民國37年（1948年）在蒙古烏蘭察布盟選區當選第一屆立法委員，中華民國大陸時期、中華人民共和國内蒙古政治人物。

## 經歷[1][2][3]
- 民國三年（1914年）7月12日，生於烏喇特中公旗什巴爾台（今包頭市郊區麻池鄉西壕口村）。其父烏罕格日勒是烏喇特中公旗准蘇木四等台吉，名譽管旗章京，札薩克諾顏在大佘太的土地達木勒（管事），家境較富裕，有子女4人，巴圖畢力格排行老三。
- 民國十一年（1922年），其父為他請來烏喇特西公旗文人希日布為家庭教師，教他學習蒙文。
- 民國十七年（1928年），又請烏喇特中公旗諾顏倉地租徵收員侯孝武教他學漢文三年多。是烏喇特中公旗蒙、漢兼通的入才。
- 民國二十年（1931年）起，便擔任旗衙門輪班筆帖式，開始接觸旗內外各級大小官吏，直接參予處理旗衙門有關事宜。
- 民國廿三年（1934年），他在烏喇特中公旗札薩克貝子林沁僧格所創辦的烏喇特中公旗小學任教，並隨該校教員學習滿文。同年，又擔任百靈廟蒙古地方自治政務委員會幹事、烏蘭察布盟財政科徵收員。
- 民國廿八年（1939年），烏喇特中公旗協理那順敖其爾在綏遠省因病去世。
- 民國三十年（1941年）正月二十日，在春季啟印會上，巴圖畢力格繼任烏喇特中公旗西協理（大協理）。
- 民國卅一年（1942年），巴圖畢力格隨同蒙疆政府赴日參觀團赴日本、朝鮮等國。同年，他同林沁僧格到百靈廟烏蘭察布盟公署，參加德王召開的改良藏传佛教和改造王公稅賦攤派會議。會後，拆除20多座廟，讓不少青年喇嘛還俗，以增加人丁，並用所拆廟的材料修建川井旗政府房舍，同時減輕了稅賦攤派差役。他在創辦學校、女子學校、建立豪利希亞（生計合作社）和毛紡廠過程中做了大量的工作。重新制定山旱地區土地、煤礦、磚瓦廠的租用制度。
- 民國卅三年（1944年）6月，任德穆楚克棟魯普蒙古軍第六師烏喇特中公旗防衛團少校副團長。
- 民國卅四年（1945年），任烏喇特中公旗保安司令部上校參謀長。
- 民國卅六年（1947年）10月，加入中國國民黨。
- 民國卅七年（1948年），當選烏蘭察布盟選出之立法委員，曾出席第一屆立法院第一會期內政及地方自治委員會、教育文化委員會、邊政委員會。
- 民國卅七年（1948年）12月至1950年4月，他開始主持全旗的旗務。
- 民國卅八年（1949年）農曆6月底，中國共產黨烏蘭察布盟工委、東蒙古人民自治軍騎兵第四師來信，讓烏喇特中公旗速派代表到四子王旗王府，商談歸降事宜。他收到信件後，前往阿拉善旗與烏喇特中公旗交界處，面見烏喇特中公旗札薩克貝子，烏蘭察布盟盟長林沁僧格，代擬寫了願意接受歸降的信件，派2人送達四子王旗。
- 1949年12月，在歸綏任烏蘭察布盟人民自治政府籌備委員會副秘書長。
- 1950年4月，參加烏蘭察布盟人民自治政府成立大會，出任烏蘭察布盟人民自治政府委員兼盟建設委員會主任。
- 1955年，當選為政協烏蘭察布盟委員會第一屆委員會委員，烏蘭察布盟人民代表大會代表。
- 1958年3月，烏喇特前、中、後三旗劃歸巴彥淖爾盟，巴圖畢力格也調到巴彥淖爾盟工作。同年7月在內蒙古政協政治學校學習。
- 1959年2月起，歷任巴彥淖爾盟農業局副局長、畜牧局副局長等職。
- 1954年—1965年，為內蒙古自治區第一、第二、第三屆人民代表大會代表。
- 1959年一1965年，為巴彥淖爾盟政協常委。
- 1965年8月，當選為巴彥淖爾盟政協副主席。
- 在文化大革命中受到迫害，於1973年10月14日在磴口縣三盛公病逝，終年59歲。